# Danh sách tiểu hành tinh: 9101–9200
| Tên                   | Tên đầu tiên | Ngày phát hiện       | Nơi phát hiện            | Người phát hiện                                        |
| --------------------- | ------------ | -------------------- | ------------------------ | ------------------------------------------------------ |
| 9101 -                | 1996 XG2     | 3 tháng 12 năm 1996  | Farra d'Isonzo           | Farra d'Isonzo                                         |
| 9102 Foglar           | 1996 XS18    | 12 tháng 12 năm 1996 | Kleť                     | M. Tichý, Z. Moravec                                   |
| 9103 Komatsubara      | 1996 XW30    | 14 tháng 12 năm 1996 | Oizumi                   | T. Kobayashi                                           |
| 9104 Matsuo           | 1996 YB      | 20 tháng 12 năm 1996 | Oizumi                   | T. Kobayashi                                           |
| 9105 Matsumura        | 1997 AU      | 2 tháng 1 năm 1997   | Oizumi                   | T. Kobayashi                                           |
| 9106 Yatagarasu       | 1997 AY1     | 3 tháng 1 năm 1997   | Oizumi                   | T. Kobayashi                                           |
| 9107 Narukospa        | 1997 AE4     | 6 tháng 1 năm 1997   | Oizumi                   | T. Kobayashi                                           |
| 9108 Toruyusa         | 1997 AZ6     | 9 tháng 1 năm 1997   | Oizumi                   | T. Kobayashi                                           |
| 9109 Yukomotizuki     | 1997 AH7     | 9 tháng 1 năm 1997   | Oizumi                   | T. Kobayashi                                           |
| 9110 Choukai          | 1997 AM19    | 13 tháng 1 năm 1997  | Nanyo                    | T. Okuni                                               |
| 9111 Matarazzo        | 1997 BD2     | 28 tháng 1 năm 1997  | Sormano                  | P. Sicoli, F. Manca                                    |
| 9112 Hatsulars        | 1997 BU3     | 31 tháng 1 năm 1997  | Oizumi                   | T. Kobayashi                                           |
| 9113 -                | 1997 CN5     | 3 tháng 2 năm 1997   | Nachi-Katsuura           | Y. Shimizu, T. Urata                                   |
| 9114 Hatakeyama       | 1997 CU19    | 12 tháng 2 năm 1997  | Oizumi                   | T. Kobayashi                                           |
| 9115 Battisti         | 1997 DG      | 27 tháng 2 năm 1997  | Sormano                  | P. Sicoli, F. Manca                                    |
| 9116 Billhamilton     | 1997 ES40    | 7 tháng 3 năm 1997   | Anderson Mesa            | M. W. Buie                                             |
| 9117 Aude             | 1997 FR1     | 27 tháng 3 năm 1997  | Martigues                | D. Morata, S. Morata                                   |
| 9118 -                | 1997 GD20    | 5 tháng 4 năm 1997   | Socorro                  | LINEAR                                                 |
| 9119 Georgpeuerbach   | 1998 DT      | 18 tháng 2 năm 1998  | Linz                     | Linz                                                   |
| 9120 -                | 1998 DR8     | 22 tháng 2 năm 1998  | Xinglong                 | Chương trình tiểu hành tinh Bắc Kinh Schmidt CCD       |
| 9121 Stefanovalentini | 1998 DJ11    | 24 tháng 2 năm 1998  | Colleverde               | V. S. Casulli                                          |
| 9122 Hunten           | 1998 FZ8     | 22 tháng 3 năm 1998  | Kitt Peak                | Spacewatch                                             |
| 9123 Yoshiko          | 1998 FQ11    | 24 tháng 3 năm 1998  | Gekko                    | T. Kagawa                                              |
| 9124 -                | 1998 FR60    | 20 tháng 3 năm 1998  | Socorro                  | LINEAR                                                 |
| 9125 -                | 1998 FT62    | 20 tháng 3 năm 1998  | Socorro                  | LINEAR                                                 |
| 9126 -                | 1998 FR64    | 20 tháng 3 năm 1998  | Socorro                  | LINEAR                                                 |
| 9127 Brucekoehn       | 1998 HX51    | 30 tháng 4 năm 1998  | Anderson Mesa            | LONEOS                                                 |
| 9128 Takatumuzi       | 1998 HQ52    | 30 tháng 4 năm 1998  | Nanyo                    | T. Okuni                                               |
| 9129 -                | 1998 HU144   | 21 tháng 4 năm 1998  | Socorro                  | LINEAR                                                 |
| 9130 Galois           | 1998 HQ148   | 25 tháng 4 năm 1998  | La Silla                 | E. W. Elst                                             |
| 9131 -                | 1998 JV      | 1 tháng 5 năm 1998   | Haleakala                | NEAT                                                   |
| 9132 Walteranderson   | 2821 P-L     | 24 tháng 9 năm 1960  | Palomar                  | C. J. van Houten, I. van Houten-Groeneveld, T. Gehrels |
| 9133 d'Arrest         | 3107 P-L     | 25 tháng 9 năm 1960  | Palomar                  | C. J. van Houten, I. van Houten-Groeneveld, T. Gehrels |
| 9134 Encke            | 4822 P-L     | 24 tháng 9 năm 1960  | Palomar                  | C. J. van Houten, I. van Houten-Groeneveld, T. Gehrels |
| 9135 Lacaille         | 7609 P-L     | 17 tháng 10 năm 1960 | Palomar                  | C. J. van Houten, I. van Houten-Groeneveld, T. Gehrels |
| 9136 Lalande          | 4886 T-1     | 13 tháng 5 năm 1971  | Palomar                  | C. J. van Houten, I. van Houten-Groeneveld, T. Gehrels |
| 9137 Remo             | 2114 T-2     | 29 tháng 9 năm 1973  | Palomar                  | C. J. van Houten, I. van Houten-Groeneveld, T. Gehrels |
| 9138 Murdoch          | 2280 T-2     | 29 tháng 9 năm 1973  | Palomar                  | C. J. van Houten, I. van Houten-Groeneveld, T. Gehrels |
| 9139 Barrylasker      | 4180 T-2     | 29 tháng 9 năm 1973  | Palomar                  | C. J. van Houten, I. van Houten-Groeneveld, T. Gehrels |
| 9140 Deni             | 4195 T-3     | 16 tháng 10 năm 1977 | Palomar                  | C. J. van Houten, I. van Houten-Groeneveld, T. Gehrels |
| 9141 Kapur            | 5174 T-3     | 16 tháng 10 năm 1977 | Palomar                  | C. J. van Houten, I. van Houten-Groeneveld, T. Gehrels |
| 9142 Rhesus           | 5191 T-3     | 16 tháng 10 năm 1977 | Palomar                  | C. J. van Houten, I. van Houten-Groeneveld, T. Gehrels |
| 9143 Burkhead         | 1955 SF      | 16 tháng 9 năm 1955  | Brooklyn                 | Đại học Indiana                                        |
| 9144 Hollisjohnson    | 1955 UN1     | 25 tháng 10 năm 1955 | Brooklyn                 | Đại học Indiana                                        |
| 9145 Shustov          | 1976 GG3     | 1 tháng 4 năm 1976   | Nauchnij                 | N. S. Chernykh                                         |
| 9146 Tulikov          | 1976 YG1     | 16 tháng 12 năm 1976 | Nauchnij                 | L. I. Chernykh                                         |
| 9147 Kourakuen        | 1977 DD1     | 18 tháng 2 năm 1977  | Kiso                     | H. Kosai, K. Hurukawa                                  |
| 9148 Boriszaitsev     | 1977 EL1     | 13 tháng 3 năm 1977  | Nauchnij                 | N. S. Chernykh                                         |
| 9149                  | 1977 TD1     | 12 tháng 10 năm 1977 | Đài thiên văn Zimmerwald | P. Wild                                                |
| 9150 Zavolokin        | 1978 SE1     | 27 tháng 9 năm 1978  | Nauchnij                 | L. I. Chernykh                                         |
| 9151                  | 1979 MQ8     | 25 tháng 6 năm 1979  | Siding Spring            | E. F. Helin, S. J. Bus                                 |
| 9152                  | 1980 VZ2     | 1 tháng 11 năm 1980  | Palomar                  | S. J. Bus                                              |
| 9153 Chikurinji       | 1981 UD2     | 30 tháng 10 năm 1981 | Kiso                     | H. Kosai, K. Hurukawa                                  |
| 9154 Kolʹtsovo        | 1982 SP6     | 16 tháng 9 năm 1982  | Nauchnij                 | L. I. Chernykh                                         |
| 9155 Verkhodanov      | 1982 SM7     | 18 tháng 9 năm 1982  | Nauchnij                 | N. S. Chernykh                                         |
| 9156 Malanin          | 1982 TQ2     | 15 tháng 10 năm 1982 | Nauchnij                 | L. V. Zhuravleva                                       |
| 9157                  | 1983 RB4     | 2 tháng 9 năm 1983   | Anderson Mesa            | N. G. Thomas                                           |
| 9158 Platè            | 1984 MR      | 25 tháng 6 năm 1984  | Nauchnij                 | T. M. Smirnova                                         |
| 9159 McDonnell        | 1984 UD3     | 16 tháng 10 năm 1984 | Anderson Mesa            | E. Bowell                                              |
| 9160 -                | 1986 UH3     | 28 tháng 10 năm 1986 | Kleť                     | Z. Vávrová                                             |
| 9161 Beaufort         | 1987 BZ1     | 26 tháng 1 năm 1987  | La Silla                 | E. W. Elst                                             |
| 9162 Kwiila           | 1987 OA      | 29 tháng 7 năm 1987  | Palomar                  | J. Mueller                                             |
| 9163                  | 1987 RB1     | 13 tháng 9 năm 1987  | La Silla                 | H. Debehogne                                           |
| 9164 Colbert          | 1987 SQ      | 19 tháng 9 năm 1987  | Anderson Mesa            | E. Bowell                                              |
| 9165 Raup             | 1987 SJ3     | 27 tháng 9 năm 1987  | Palomar                  | C. S. Shoemaker, E. M. Shoemaker                       |
| 9166                  | 1987 SC6     | 21 tháng 9 năm 1987  | Kleť                     | Z. Vávrová                                             |
| 9167 Kharkiv          | 1987 SS17    | 18 tháng 9 năm 1987  | Nauchnij                 | L. I. Chernykh                                         |
| 9168 Sarov            | 1987 ST17    | 18 tháng 9 năm 1987  | Nauchnij                 | L. I. Chernykh                                         |
| 9169 -                | 1988 TL1     | 13 tháng 10 năm 1988 | Kushiro                  | S. Ueda, H. Kaneda                                     |
| 9170 -                | 1988 TG5     | 3 tháng 10 năm 1988  | Kushiro                  | S. Ueda, H. Kaneda                                     |
| 9171 Carolyndiane     | 1989 GD5     | 4 tháng 4 năm 1989   | La Silla                 | E. W. Elst                                             |
| 9172 Abhramu          | 1989 OB      | 29 tháng 7 năm 1989  | Palomar                  | C. S. Shoemaker, E. M. Shoemaker                       |
| 9173 -                | 1989 TZ15    | 4 tháng 10 năm 1989  | La Silla                 | H. Debehogne                                           |
| 9174 -                | 1989 WC3     | 27 tháng 11 năm 1989 | Gekko                    | Y. Oshima                                              |
| 9175 Graun            | 1990 OO2     | 29 tháng 7 năm 1990  | Palomar                  | H. E. Holt                                             |
| 9176 Struchkova       | 1990 VC15    | 15 tháng 11 năm 1990 | Nauchnij                 | L. I. Chernykh                                         |
| 9177 -                | 1990 YA      | 18 tháng 12 năm 1990 | Palomar                  | E. F. Helin                                            |
| 9178 Momoyo           | 1991 DU      | 23 tháng 2 năm 1991  | Karasuyama               | S. Inoda, T. Urata                                     |
| 9179 Satchmo          | 1991 EM1     | 13 tháng 3 năm 1991  | Harvard                  | Oak Ridge Observatory                                  |
| 9180 Samsagan         | 1991 GQ      | 8 tháng 4 năm 1991   | Palomar                  | E. F. Helin                                            |
| 9181 -                | 1991 NP2     | 14 tháng 7 năm 1991  | Palomar                  | H. E. Holt                                             |
| 9182 -                | 1991 NB4     | 8 tháng 7 năm 1991   | La Silla                 | H. Debehogne                                           |
| 9183 -                | 1991 OW      | 18 tháng 7 năm 1991  | Palomar                  | H. E. Holt                                             |
| 9184 Vasilij          | 1991 PJ3     | 2 tháng 8 năm 1991   | La Silla                 | E. W. Elst                                             |
| 9185 -                | 1991 PX17    | 7 tháng 8 năm 1991   | Palomar                  | H. E. Holt                                             |
| 9186 -                | 1991 RZ1     | 7 tháng 9 năm 1991   | Palomar                  | E. F. Helin                                            |
| 9187 Walterkröll      | 1991 RD4     | 12 tháng 9 năm 1991  | Đài quan sát Tautenburg  | L. D. Schmadel, F. Börngen                             |
| 9188 -                | 1991 RM15    | 15 tháng 9 năm 1991  | Palomar                  | H. E. Holt                                             |
| 9189 Hölderlin        | 1991 RH41    | 10 tháng 9 năm 1991  | Đài quan sát Tautenburg  | F. Börngen                                             |
| 9190 Masako           | 1991 VR1     | 4 tháng 11 năm 1991  | Yatsugatake              | Y. Kushida, O. Muramatsu                               |
| 9191 Hokuto           | 1991 XU      | 13 tháng 12 năm 1991 | Kiyosato                 | S. Otomo                                               |
| 9192 -                | 1992 AR1     | 14 tháng 1 năm 1992  | Kushiro                  | S. Ueda, H. Kaneda                                     |
| 9193 Geoffreycopland  | 1992 ED1     | 10 tháng 3 năm 1992  | Siding Spring            | D. I. Steel                                            |
| 9194 -                | 1992 OV2     | 26 tháng 7 năm 1992  | La Silla                 | E. W. Elst                                             |
| 9195 -                | 1992 OF9     | 26 tháng 7 năm 1992  | La Silla                 | H. Debehogne, Á. López G.                              |
| 9196 Sukagawa         | 1992 WP5     | 27 tháng 11 năm 1992 | Geisei                   | T. Seki                                                |
| 9197 Endo             | 1992 WH8     | 24 tháng 11 năm 1992 | Nyukasa                  | M. Hirasawa, S. Suzuki                                 |
| 9198 Sasagamine       | 1993 BJ3     | 25 tháng 1 năm 1993  | Geisei                   | T. Seki                                                |
| 9199 -                | 1993 FO1     | 25 tháng 3 năm 1993  | Kushiro                  | S. Ueda, H. Kaneda                                     |
| 9200 -                | 1993 FK21    | 21 tháng 3 năm 1993  | La Silla                 | UESAC                                                  |